# Agua Blanca (distrito)
Agua Blanca é um distrito do Peru, departamento de San Martín, localizada na província de El Dorado.

## Transporte
O distrito de Agua Blanca é servido pela seguinte rodovia:
- SM-102, que liga o distrito de Cuñumbuqui à cidade de Bellavista [1][2][3]